# Beniowa (Polska)
Beniowa (ukr. Беньова) – wyludniona wieś w Polsce położona w województwie podkarpackim, w powiecie bieszczadzkim, w gminie Lutowiska, nad rzeką San. Mimo to miejscowość figuruje jako wieś w rejestrze TERYT. Podlega sołectwu Stuposiany.
Do 1934 roku odrębna gmina jednostkowa, a w latach 1934-1945 gromada w zbiorowej gminie Sianki, należącej do powiatu turczańskiego w woj. lwowskim (do 1931 woj. stanisławowskie). Po wojnie w gminie Tarnawa Górna; w latach 1945-51 w obrębie powiatu leskiego w woj. rzeszowskim, w 1952-72 powiatu ustrzyckiego, a w 1972-75 powiatu bieszczadzkiego w tymże województwie (1952-54 i od 1973 w gminie Lutowiska (Szewczenko)). W latach 1975–1998 miejscowość administracyjnie należała do województwa krośnieńskiego.

## Historia
Nazwa wsi pochodzi od imienia Benedykt, pierwszego osadźcy.
Wieś lokowana na prawie wołoskim ok. roku 1537 przez ród Kmitów. Piotr Kmita Sobieński do 1553 dziedziczy Beniową, a po jego śmierci bezdzietna wdowa Barbara Kmita z Herburtów. Po jej śmierci w 1580 brat Stanisław Herburt. W roku 1709 wioska została spalona przez cofających się Szwedów (III wojna północna). Do 1772 województwo ruskie, ziemia sanocka. W okresie od 1772-1914 powiat sanocki, powiat podatkowy Lutowiska w Prowincji Galicja. Od 1905 przez miejscowość prowadzi linia kolejowa łączącą Użhorod z Samborem. W roku 1921 osada liczyła 582 mieszkańców, głównie greckokatolickich Rusinów należących do dekanatu turczańskiego. Do 1939 we wsi znajdował się dwór, którego właścicielem był Hipolit Frommer.
W 1945 miejscowi Ukraińcy zostali wysiedleni na mocy polsko-radzieckiego porozumienia na Ukrainę w ramach wymiany ludności, a wieś została całkowicie spalona w czasie tzw. "akcji żniwnej" przeprowadzonej przez oddziały UPA.
Byli mieszkańcy Beniowej mieszkają obecnie w okolicach Stryja oraz na Wołyniu. Od jesieni 1939 przez wieś przebiegała granica między Niemcami a ZSRR. Po 1951 wieś została formalnie podzielona między Polskę a Związek Radziecki. W latach siedemdziesiątych próbowano jeszcze na terenie Beniowej prowadzić gospodarkę rolną. Teren wsi "rekultywowano" za pomocą materiałów wybuchowych!
Obecnie w ukraińskiej Beniowej znajduje się kilkanaście domów, w których mieszka ok. 60 osób. W połowie sierpnia 2006 odbyło się tam spotkanie blisko 500 dawnych mieszkańców wsi oraz ich rodzin z Sianek i Dźwiniacza. Rozmawiano m.in. o pojednaniu polsko-ukraińskim. W polskiej części wsi znajduje się cerkwisko oraz pozostałości cmentarza.
Na terenie dawnej wsi rośnie prawie 200-letnia lipa, stanowiąca pomnik przyrody.

### Trasa ścieżki dydaktycznej doliną górnego Sanu
Bukowiec – Beniowa – Sianki

## Demografia
- W 1921 Beniową zamieszkiwały 582 osoby (w 97 domach mieszkalnych):
  - 497 wyznania greckokatolickiego
  - 73 wyznania mojżeszowego
  - 9 wyznania rzymskokatolickiego
  - 3 wyznania ewangelickiego

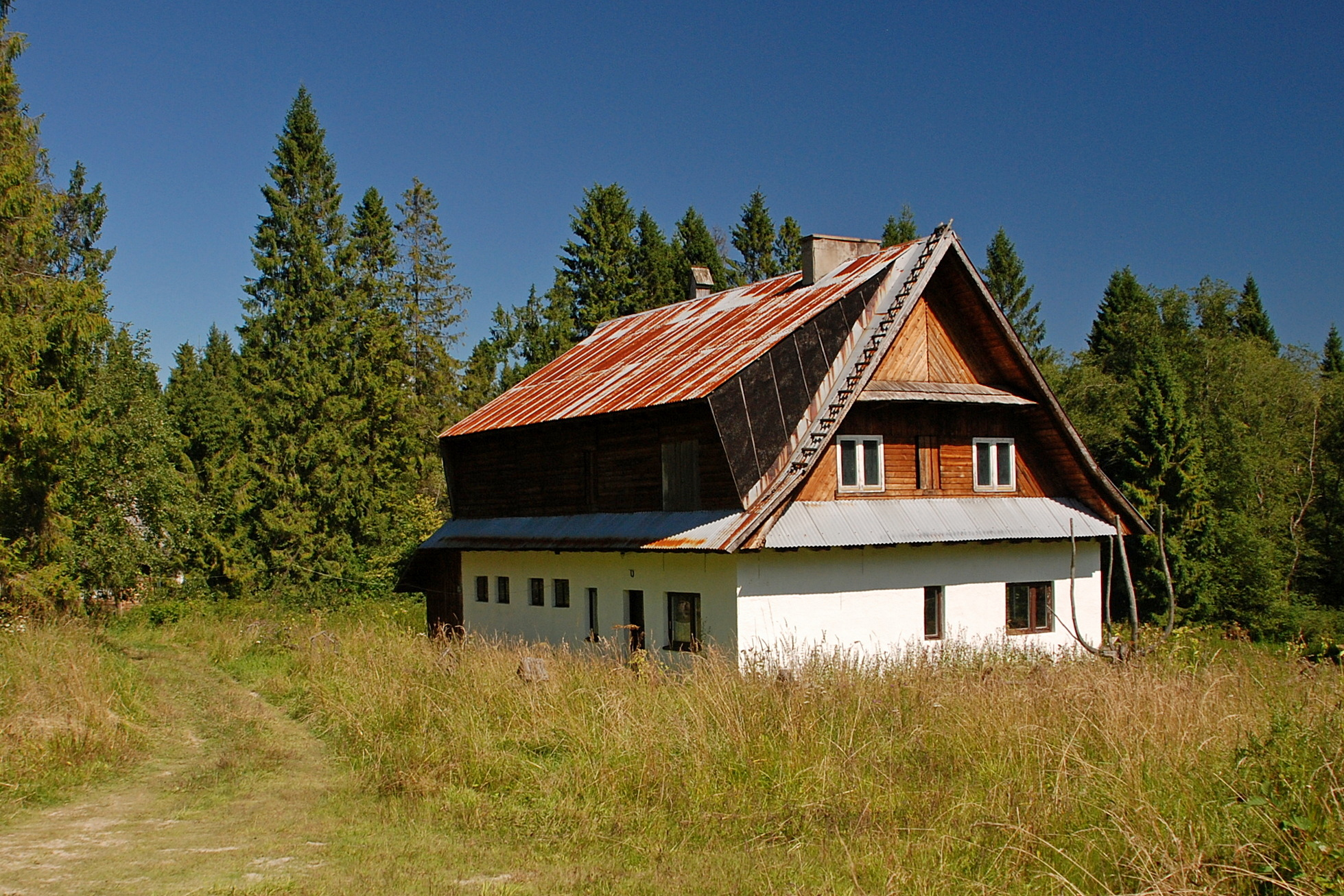
Beniowa, nad Negrylowem (budynek BPN)
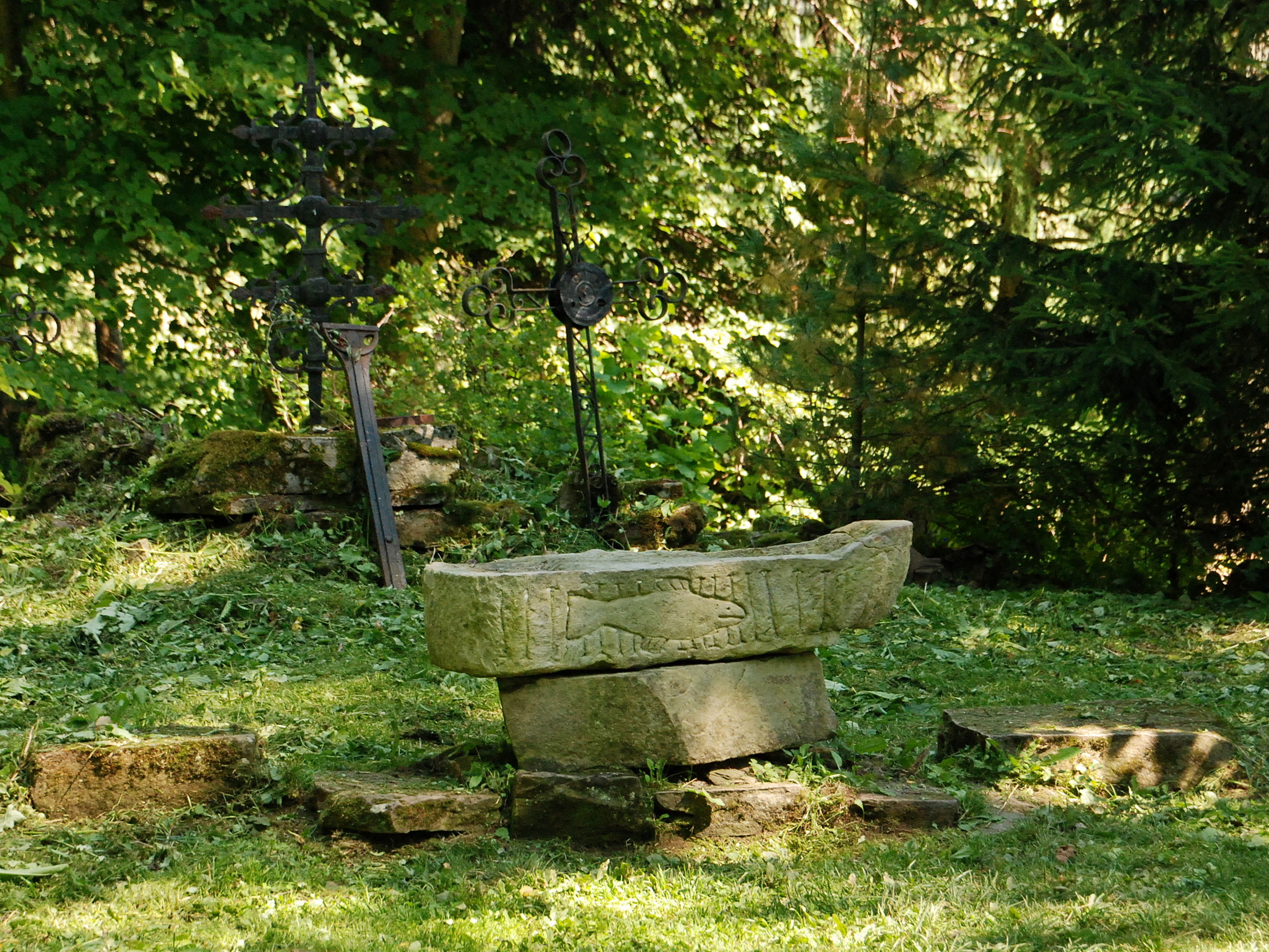
Cerkwisko – podstawa chrzcielnicy
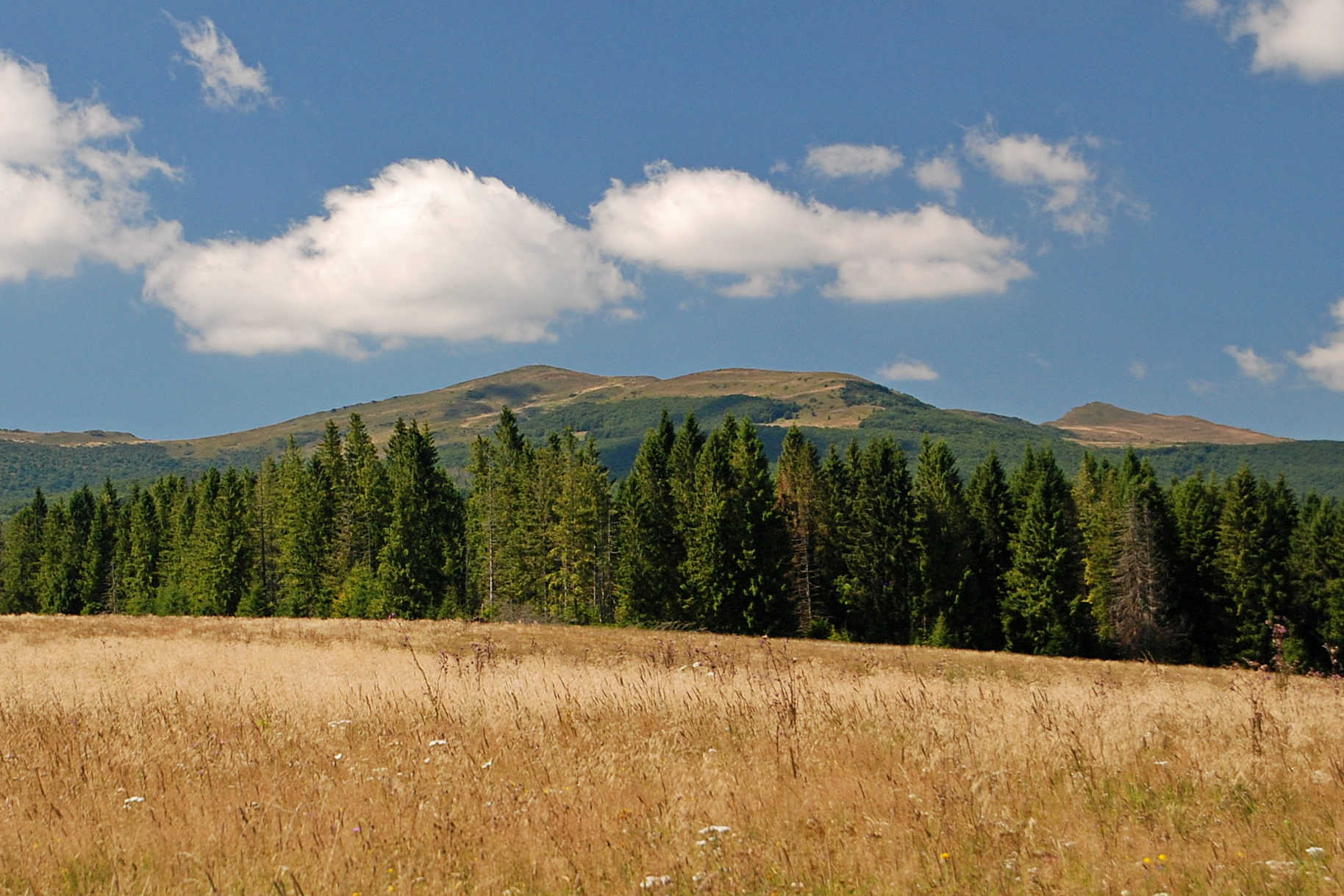
Widok z Beniowej na (od lewej): Halicz, Wołowe i Kopę Bukowską